# Bomba, der Herr der Elefanten
Bomba, der Herr der Elefanten ist ein US-amerikanischer Abenteuerfilm aus dem Jahr 1951 von Ford Beebe. Produziert von Monogram Pictures ist er der sechste Film der 12-teiligen Reihe von Dschungelfilmen, basierend auf der Buchreihe Bomba, der Dschungelboy von Roy Rockwood.

## Handlung
Der Jäger Mark Phillips ist Führer einer Safari für Bob Warren und Joe Collins. Als Collins einen Elefanten schießt, erklärt Phillips ihm, dass in der Gegend die Elfenbeinjagd verboten sei. Beim Versuch, Collins zu entwaffnen, wird er von diesem erschossen. Warren und Collins verstecken die Leiche. Um die Jagd weiterführen zu können, gibt sich Warren für Phillips aus.
In einem nahen Dorf unterrichtet die Lehrerin Miss Banks die Eingeborenen in Englisch, während ihre Assistentin Lola dem weißen Dschungeljungen Bomba das Lesen und Schreiben beibringt. Lola interessiert sich mehr für Bomba als für ihre Aufgabe. Bomba ist mit dem Buchstabieren des Wortes Elefant so beschäftigt, dass er Lolas Annäherungsversuche nicht bemerkt. Zur gleichen Zeit begegnet der stellvertretende Bezirkskommissar Andy Barnes Warren und Collins und begleitet sie ins Dorf. Barnes macht die Männer mit Miss Banks bekannt und überreicht ihr eine Nachricht, in der sie zur Rückkehr an die Küste aufgefordert wird. Miss Banks kannte Phillips und klärt Barnes heimlich über die Lüge der Jäger auf. Barnes will zurück in sein Hauptquartier, um seinen Vorgesetzten zu benachrichtigen und bittet Bomba, die Jäger im Auge zu behalten.
Lola zeigt Collins das Dorf und hofft, damit Bomba eifersüchtig zu machen. Die Jäger besteigen ihren Jeep. Collins überredet Lola zur Mitfahrt. Bomba folgt dem Jeep und findet Lola alleine im Wagen, als Warren und Collins einen Halt für die Jagd einlegen. Bomba erklärt ihr seine Vorbehalte gegenüber den Männern und will, dass Lola ins Dorf zurückkehrt. Lola dagegen ist über Bombas Verhalten amüsiert. Bomba ruft die Elefanten zusammen und führt sie aus der Reichweite der Jäger. Dann findet Bomba Phillips Leiche, wird dabei aber von Warren und Collins gesehen, die beschließen, den Jungen zu beseitigen. Im Dorf informiert Miss Banks den Häuptling Nagala über ihre bevorstehende Abreise. Nagala bietet an, verstecktes Elfenbein zu verkaufen, das vor dem Verbot vom Stamm gesammelt wurde. Damit soll die Lehrerin bezahlt werden, denn Nagala sieht nur in der Weiterbildung eine Chance für seine Leute.
Bomba und Lola machen Rast an einem See. Warren und Collins schießen auf Bomba, verletzen dabei aber Lola. Bombas Elefanten eilen herbei. Collins rettet sich auf einen Baum, Warren springt in den See. Später erreichen die Jäger das Dorf und fragen Nagala nach ein paar Männern, die sie als Träger brauchen. Nagala erklärt ihnen, dass alle Männer beschäftigt seien, Elfenbein aus einer versteckten Höhle zu holen. Warren bietet seine Hilfe mit dem Jeep an und erfährt die Lage der Höhle. Er lässt Collins zurück, der ihm zu Fuß folgt.
Bomba erreicht mit Lola das Dorf. Miss Banks kümmert sich um ihre Verletzungen und erfährt von Phillips Tod. Nagala muss zugeben, dass er Warren von der Höhle erzählt hat. Sofort macht sich Bomba auf den Weg zur dahin. Auf dem Weg kommen ihm mit Elfenbein beladene Männer entgegen. Er rät ihnen, das Elfenbein im See zu verstecken. Warren erreicht die Höhle, wird aber von Bomba, der in den Jeep gesprungen ist, mit einem Speer in Schach gehalten. Warren kann Bomba jedoch ins Wanken bringen und sein Gewehr auf ihn richten. Nun erscheint auch Collins, der sich wütend auf Warren wirft. Bomba kann einem Affen zuflüstern, die Elefanten zu holen. Die Jäger beenden ihren Kampf und befragen Bomba über das Elfenbein. Da Bomba schweigt, fahren sie zurück ins Dorf und bedrohen Miss Banks, Lola, Nagala und Bomba, um Informationen zu bekommen. Collins hat genug von der ganzen Sache und will einfach nur weg. Warren erschießt ihn, gerade als die Elefanten ins Dorf stürmen. Warren wird zu Tode getrampelt. Kurz danach erscheint Barnes und überwacht zusammen mit Nagala die Bergung des Elfenbeins aus dem See. Lola beobachtet, wie sich zwei Affen in den Bäumen scheinbar küssen und hofft, dass Bomba zur Verabschiedung erscheint. Doch der beobachtet aus einiger Entfernung, wie seine Freunde den Dschungel verlassen.

## Hintergrund
Gedreht wurde der Film vom 23. Juli bis zum 1. August 1951 im Los Angeles County Arboretum and Botanic Garden.
Die Titelrolle des Bomba spielte wie in allen anderen Teilen Johnny Sheffield, der zuvor in acht Tarzan-Filmen an der Seite von Johnny Weissmüller dessen Adoptivsohn Boy darstellte.

## Veröffentlichung
Die Premiere des Films fand am 28. Oktober 1951 statt. In der Bundesrepublik Deutschland kam er am 11. September 1953 in die Kinos, in Österreich im Mai 1954.

## Kritiken
Das Lexikon des internationalen Films schrieb: „Nur die Tieraufnahmen werten die dürftige Geschichte auf.“
Der Kritiker des TV Guide bezeichnete den Film als Filmstoff für Kinder.